# 空矩阵
空矩阵是指至少有一個維度為零的矩陣，亦即行数或列数为零的矩阵。最小的空矩陣為0×0矩陣。空矩陣亦可以是0×5或10×0等形式。空矩陣不會存在任何元素。

## 定義
空矩阵的定义可以完善一些关于零维空间的约定。包括约定一个矩阵与空矩阵相乘得到的也是空矩阵，两个{\displaystyle n\times 0}和{\displaystyle 0\times p}的空矩阵相乘是一个{\displaystyle n\times p}的零矩阵（所有元素都是零的矩阵）。0×0的空矩阵的行列式约定为1，所以它也可以有逆矩阵，约定为它自己:18。

## 性質
- 維數相同的空矩阵與空矩阵相乘仍為空矩阵[5]
{\displaystyle \left[\ \right]\times \left[\ \right]=\left[\ \right]}
- 空矩阵與純量或向量相乘仍為空矩阵[5]
- {\displaystyle n\times 0}的空矩阵和{\displaystyle 0\times p}的空矩阵相乘結果為{\displaystyle n\times p}的零矩阵[5]
- {\displaystyle 0\times m}的空矩阵和任一{\displaystyle m\times n}的矩阵相乘結果為{\displaystyle 0\times n}的空矩阵[5]
- 任一{\displaystyle m\times n}的矩阵和{\displaystyle n\times 0}的空矩阵相乘結果為{\displaystyle m\times 0}的空矩阵[5]
- 空矩阵的行列式约定为1，即空積。[4]
- 空矩阵{\displaystyle \left[\ \right]}等於零維零矩陣{\displaystyle \mathbf {0} _{0\times 0}}等於零維單位矩陣{\displaystyle I_{0\times 0}}。[6]
{\displaystyle \left[\ \right]=\mathbf {0} _{0\times 0}=I_{0\times 0}=\left[\ \right]^{-1}}
- 空矩阵的反矩陣為自身。[4]:18
由於{\displaystyle \left[\ \right]=I_{0\times 0}=\left[\ \right]^{-1}}
因此{\displaystyle \left[\ \right]\left[\ \right]^{-1}=\left[\ \right]=I_{0\times 0}}，滿足反矩陣與自身相乘為單位矩陣的定義。
- 空矩阵的秩為0[7]